# Новогеоргиевка (Ленинск-Кузнецкий район)
Новогео́ргиевка — деревня в Ленинск-Кузнецком районе Кемеровской области. Входит в состав Демьяновского сельского поселения.

## География
Деревня расположена у устья безымянного левого притока реки Мереть, в 5 км от востоку от Ленинска-Кузнецкого. Соседние населённые пункты — посёлок Золотарёвский в 4 км восточнее и деревня Красноярка в 3 км на юг.
Центральная часть населённого пункта находится на высоте 238 метров над уровнем моря.

## Население
По данным Всероссийской переписи населения 2010 года, в деревня Новогеоргиевка проживает 612 человека (282 мужчины, 330 женщин).

## Улицы
В деревне 6 улиц:
- Ул. Весенняя
- Ул. Заречная
- Ул. Молодёжная
- Ул. Степная
- Ул. Учительская
- Ул. Школьная